# Mathilde Gremaud
Mathilde Gremaud (n. 8 februarie 2000, Freiburg im Üechtland, cantonul Fribourg, Elveția) este o sportivă ce a reprezentat Elveția, medaliată olimpică. A participat la 2 ediții ale Jocurilor Olimpice (2018, 2022) în care a câștigat 1 medalie de aur, 1 medalie de argint și 1 medalie de bronz.